# Markus Rothschild
Markus Alexander Rothschild (* 1962 in Berlin) ist ein deutscher Rechtsmediziner und Leiter des Instituts für Rechtsmedizin an der Universität zu Köln.

## Leben
Markus A. Rothschild legte 1981  am Canisius Kolleg in Berlin sein Abitur ab. Anschließend studierte er von 1981 bis 1988 Humanmedizin an der Freien Universität Berlin und wurde 1988 als Arzt approbiert. 1988 bis 1995 war Rothschild wissenschaftlicher Mitarbeiter am Institut für Rechtsmedizin der Freien Universität. Er promovierte 1989. 1993 wurde er als Arzt für Rechtsmedizin anerkannt. Von 1995 bis 2001 war er als Wissenschaftlicher Assistent am Institut für Rechtsmedizin in Berlin tätig. 1999 erfolgte die Habilitation für Rechtsmedizin. 1998 bis 2000 untersuchte Rothschild für den Internationalen Strafgerichtshof für das ehemalige Jugoslawien Massengräber in Bosnien-Herzegowina und im Kosovo. 2001 erfolgte ein Ruf als Professor für Rechtsmedizin an die Universität Frankfurt am Main. Seit 2002 ist er Direktor des Instituts für Rechtsmedizin des Universitätsklinikums Köln. Ferner ist Rothschild Prodekan für Lehre und Studium der medizinischen Fakultät der Universität Köln.

## Auszeichnungen und Mitgliedschaften
- 2002: Preis der Konrad Händel-Stiftung zur Förderung der rechtsmedizinischen Wissenschaften

## Publikationen
- Die unglaublichsten Fälle der Rechtsmedizin Weltbild, Augsburg 2005, ISBN 978-3-86189-799-6.
- Auf Messers Schneide Militzke Verlag, Leipzig 2006, ISBN 978-3-86189-760-6.
- Todsicher oder die erstaunlichsten Fälle der Rechtsmedizin Weltbild, Augsburg 2008, ISBN 978-3-86189-797-2.
- Vom Tatort ins Labor. Einblicke in die Kölner Rechtsmedizin J. P. Bachem, Köln 2021, ISBN 978-3-7510-1212-6.